# Стеншев (гміна)
Гміна Стеншев (пол. Gmina Stęszew) — місько-сільська гміна у північно-західній Польщі. Належить до Познанського повіту Великопольського воєводства.
Станом на 31 грудня 2011 у гміні проживало 14600 осіб.

## Територія
Згідно з даними за 2007 рік площа гміни становила 175.22 км², у тому числі:
- орні землі: 71.00%
- ліси: 17.00%

Таким чином, площа гміни становить 9.22% площі повіту.

## Населення
Станом на 31 грудня 2011:
| Опис     | Загалом | Загалом | Чоловіки | Чоловіки | Жінки | Жінки |
| -------- | ------- | ------- | -------- | -------- | ----- | ----- |
| одиниця  | осіб    | %       | осіб     | %        | осіб  | %     |
| все      | 14600   | 100     | 7215     | 49.42    | 7385  | 50.58 |
| міське   | 5767    | 100     | 2812     | 48.76    | 2955  | 51.24 |
| сільське | 8833    | 100     | 4403     | 49.85    | 4430  | 50.15 |

## Сусідні гміни
Гміна Стеншев межує з такими гмінами: Бук, Ґраново, Допево, Каменець, Коморники, Косцян, Мосіна, Чемпінь.